# Нканга а Мвемба
Педру I Конго (порт. D. Pedro Ier; автох.: Нканга а Мвемба / Nkanga a Mwemba) — правитель Королевства Конго в первой половине XVI века. Он правил королевством с 1543 по 1545 гг. После принятия христианства именуется как Педру I.

## Правление
Педру I был сыном короля Афонсу I и стал его преемником в 1543 году.
Он правил недолго, прежде чем был свергнут своим племянником и внуком Афонсу I, Диогу I. Записи событий, предшествовавших его свержению и последовавших за ним, были сохранены в ходе расследования после неудачной попытки Педру вернуть себе власть.

## Бегство из страны
Во время своего свержения, Педру I удалось найти убежище в одной из церквей Мбанза-Конго. Король Диогу I неохотно пытался сместить его, позволив Педру планировать свержение Диогу изнутри церкви.
У Педру было много сторонников в королевстве и были сообщники, которые пытались ему помочь. Многие занимали должности младшего звена, однако были и высокопоставленные чиновники, которые предлагали какую-либо помощь. Его самый важный сообщник и двоюродный брат, Родриго де Санта-Мария, бежал в Сан-Томе, где, возможно, у него была плантация, и пытался получить помощь в Португалии и даже в Папстве. Именно перехваченное письмо, которое Педру отправил своему двоюродному брату с просьбой о помощи, побудило Диогу провести расследование и отправить копию в Португалию с требованием выдачи Родриго.